# Chalacot
Chalacot est un village du nord de l'Éthiopie située dans la Debubawi Zone du Tigré. Il se trouve à 13° 22′ N, 39° 28′ E et à 2 100 mètres d'altitude.